# Явище (фільм, 2008)
«Явище» (англ. The Happening) — американський апокаліптичний трилер 2008 року, режисером якого виступив М. Найт Ш'ямалан. У головних ролях знялися Марк Волберг, Зоуї Дешанель.
В Україні фільм вперше було показано 12 червня 2008 року, в США — днем пізніше (спеціально призначено на п'ятницю 13-го).

## Сюжет
На початку фільму в Центральному парку в Нью-Йорку, США люди масово чинять самогубство. По телебаченню повідомляють, що, ймовірно, це наслідок застосування біологічної зброї. Заражені нейротоксином, що поширюється повітрям, спочатку стають дезорієнтованими, нерухомими, а потім чинять самогубство у щонайближчий доступний спосіб. Токсин поширюється північно-східним берегом США й переміщається з великих міст до менших.
Люди починають виїжджати з міста. Серед них опиняються й Елліот Мур (вчитель біології у вищій школі в Філадельфії) з дружиною Альмою, а також співпрацівник Елліота Джуліон і його дев'ятирічна донька Джесс. Дружина Джуліона застрягла в місті, тому має сісти на інший потяг.
Раптом потяг зупиняють — машиніст повідомляє Елліота, що вони втратили зв'язок із усіма, тому далі не можуть рушити. У маленькому містечку, де вони зупинилися, люди побачили по телебаченню, що вони знаходяться якраз по центру ураженої території, а потім відключилася електроенергія, тому всі в паніці почали від'їжджати з того місця. Елліот домовився із чоловіком-ботаніком, що погодився відвезти їх у безпечніше місце. Джуліан лишає Джесс Елліотові, а сам вирушає на пошуки дружини, що має бути в Принстоні. Приїхавши до Принстона, вони бачать, що всі люди в місті вже мертві. Вони зачиняють вікна автівки, та токсин проникає через дірку в стелі. Вони навмисно розбивають об дерево, а Джуліан перерізує собі вени.
Чоловік, який погодився взяти із собою Елліота, ботанік. Він повідомляє, що здогадувався, що таке може трапитися рано чи пізно — рослини відчувають ставлення до них. У разі, коли їм загрожує небезпека, дерева можуть випускати токсин, що знищить чинник, що атакує. Спочатку Альма вважає чоловіка за божевільного. Та потім вони, разом із іншими людьми, що евакуювалися з різних сторін, опиняються в полі, рятуючись від інфекції. Вони поділилися на дві групи, і люди в більшій групі раптом зупинилися й вчинили самогубство. Елліот повірив чоловікові-ботаніку, що це рослини, спілкуючись між собою, здатні вбивати людей. Раніше токсин атакував більші скупчення людей, та зараз поширюється все на менші групи. Тому вони діляться й вирушають на різні боки по кілька людей. Разом із Елліотом, Альмою й Джессі рушають ще два хлопці. Зупинившись біля якогось будинку, вони вирішують попросити в жителів їжі для дитини, та чоловік, що знаходився в будинку, вистрілив у двох хлопців із групи й наказав решті йти геть.
Через деякий час Елліот із дружиною й дівчинкою натрапляють на будинок без електроенергії. Там мешкає стара місіс Джонс, що самостійно вирощує собі їжу й не має сполучення з навколишнім суспільством. Вона дивно поводиться, та вони мають терпіти її товариство, адже не можуть вийти на зовні. Наступного ранку Елліот шукає місіс Джонс, та вона раптово вибігає на двір, після чого б'ється головою об будинок, вибиваючи шибки. Елліот, зачинивши двері й вікна, ховається в одній з кімнат. Альма й Джессі знаходяться в сараї навпроти. Посидівши деякий час, Елліот вирішує, що він не хоче загинути на самоті, тому виходить і рушає до жінки. Вона з дівчинкою також виходять, готуючись до загибелі, та нічого не відбувається.
По три місяці після цього Елліот та Альма починають нове життя, удочеряють Джессі, що йде до школи. Альма дізнається, що вона вагітна.
В США атака припинилася до того, як Елліот і Альма вийшли з приміщення, протривавши трохи більше доби. Люди перебирали всі можливі причини такої катастрофи, підозрюючи в цьому уряд США, але так і не з'ясували правди. Та тоді такі ж самі події починаються в Парижі.

## У ролях
- Марк Волберг — Елліот Мур;
- Зоуї Дешанель — Альма Мур, дружина Елліота;
- Джон Легуізамо — Джуліан — викладач математики у вищій школі в Філадельфії, товариш Елліота;
- Бетті Баклі — Місіс Джонс, стара, що мешкає поза суспільством у Пенсільванії;
- Ешлін Санчез — Джесс — донька Джуліана;
- Франк Коллісон — ботанік, що погодився взяти Елліота, Альму й Джесс із собою;
- Спенсер Бреслін — Джош — тінейджер, що рушає з Елліотом після того, як евакуйовані діляться на менші групи;
- Джеремі Стронг — рядовий Остер
- М. Найт Ш'ямалан — Джої — залицяльник, що постійно телефонує Альмі (тільки голос);

## Виробництво
Марк Волберг зізнався, що шкодував, взявши участь у фільмі, проте сказав: «Ви не можете звинувачувати мене за бажання спробувати зіграти вчителя науки. Принаймні, я не грав поліцейського чи шахрая».
Фільм був знятий повністю в послідовності, як і розвивається сюжет. М. Найт Ш'ямалан спочатку написав сценарій з Марком Волбергом у головній ролі.
Перший фільм М. Найт Ш'ямалана, в якому він фізично не з'являється камео. Він є голос Джої, який залицяється до Алми кілька разів протягом усього фільму. Глядачі ніколи не бачили його і не дізнаються про його подальшу долю.

## Музика
| #   | Назва                                  | Тривалість |
| --- | -------------------------------------- | ---------- |
| 1.  | «Титри»                                | 2:18       |
| 2.  | «Евакуація Філадельфії»                | 2:21       |
| 3.  | «Проректор»                            | 1:56       |
| 4.  | «Центральний парк»                     | 2:58       |
| 5.  | «Ми втратили зв'язок»                  | 1:59       |
| 6.  | «Ви не можете просто залишити нас тут» | 1:43       |
| 7.  | «Площа Ріттенхауз»                     | 1:59       |
| 8.  | «Назад на п'ять миль»                  | 1:13       |
| 9.  | «Принстон»                             | 3:06       |
| 10. | «Джесс заспокоює Елліот»               | 2:31       |
| 11. | «Моя зброя - це мій друг»              | 2:59       |
| 12. | «Покинутий будинок»                    | 1:32       |
| 13. | «Дробовик»                             | 4:27       |
| 14. | «Ви бачили мій лимонний напій?»        | 4:28       |
| 15. | «Місіс Джонс»                          | 1:44       |
| 16. | «Голоси»                               | 1:36       |
| 17. | «Бути з тобою»                         | 3:41       |
| 18. | «Синґл фінальних титрів»               | 8:36       |

## Кінокритика
На сайті Rotten Tomatoes кінофільм отримав репутацію в 18 % (30 схвальних відгуків і 138 несхвальних).
На сайті Metacritic оцінка кінофільму становить 34.
Кінокритик Роджер Іберт зазначив: кінофільм «безсумнівно, занадто вдумливий, як на літній сезон, проте я ціную ненав'язливо реалістичний шлях, який знайшов Ш'ямалан, щоб розповісти історію про можливу загибель людей». Проте він визнав, що розуміє, що буде в меншості серед тих, хто похвалив кінострічку.
Анна Кулінська на сайті «Українська правда Життя» в рецензії від 13 червня 2006 року відмітила, що екологічну тематику обрано влучно, адже вона стає все популярнішою «після нещодавніх паводків у США, снігових заметілей у Європі, землетрусів у Азії».
В іншій рецензії до плюсів кінострічки відносять — надзвичайний реалізм зображеного. Фільм «відзнято в стилі класичних трилерів 50-60-х років минулого століття, коли в розпорядженні режисерів не було ані значних спецефектів, ані комп'ютерної графіки. Найт Ш'ямалан підкреслював, що він орієнтувався на „Птахів“ Хічкока та „Викрадачів тіл“ Роберта Вайза. І, треба відзначити, відтворити дух подібних стрічок йому вдалося: атмосферу страху створюють не натовпи огидних потвор чи квартали падаючих хмарочосів, а постійне напруження, яке нагнітається звідусіль.» Серед мінусів — неглибоко продумані персонажі й скупі діалоги.